# Distrito de Go Vap
Go Vap (em Vietnameita: Gò Vấp) é um dos 24 distritos da Cidade de Ho Chi Minh, no Vietnam. Está localizado na região norte da cidade . Com uma área total de 19,74 km², o distrito tem uma população de 561 068 habitantes, de acordo com dados de 2010. É o segundo distrito mais populosos da Cidade de Ho Chi Minh. O distrito está dividido em 16 pequenos subconjuntos que são chamados de alas. 